# Dom Bosco (Minas Gerais)
Dom Bosco – miasto i gmina w Brazylii, w stanie Minas Gerais. Znajduje się w mikroregionie Unaí.